# 約里河
約里河是格魯吉亞和阿塞拜疆的河流，為庫拉河的支流。幹流河道全長320公里，流域面積4,650平方公里，發源自大高加索山脈南麓，河水主要來自融雪和雨水，流量每秒9.82立方米。
41°02′N 46°29′E / 41.033°N 46.483°E